# گوییدو ده فلیپ
گوییدو ده فلیپ (انگلیسی: Guido De Felip; ۲۱ سپتامبر ۱۹۰۴ – ۲۱ سپتامبر ۱۹۶۸) قایقران روئینگ اهل ایتالیا بود.